# Národní radikální strana
Národní radikální strana (srbsky Narodna radikalna stranka, v srbské cyrilici Народна радикална странка) byla jedním z vůdčích politických proudů v Srbsku konce 19. a začátku 20. století. Vznikla roku 1881 a existovala i během existence Království SHS až do převratu v lednu 1929. Jejím zakladatelem byl Adam Bogosavljević, ideologem Pera Todorović.
Strana byla poměrně úspěšná, neboť byla schopná již v časech konce 19. století oslovit ohromně početnou skupinu potenciálních voličů srbského venkova. Ostře napadala městský způsob života, chtěla více moci venkovu a nebyla příliš loajální ke králi Milanovi Obrenovićovi. Mezi ním a částí vedení a členstva strany docházelo k neshodám. Národní radikální stranu je však těžké označit za selskou, neboť její členstvo bylo především z právě nenáviděného městského prostředí.
Timockou vzpouru v roce 1883, podněcovanou radikály, král využil k tvrdým represím, které na určitý čas znemožnily činnost strany. K dalším represím došlo v roce 1899 pod záminkou nezdařeného atentátu na v té době už bývalého krále Milana, se kterým však členové strany neměli nic společného. Radikální strana byla postižena méně než v roce 1883, přesto měly represe za následek oddělení její části pod názvem Nezávislá radikální strana.
Po vzniku Království SHS se strana pokoušela oslovit i voliče mimo bývalé srbské území, například v Bosně a Hercegovině. Hlavní osobností strany v tomto období byl Nikola Pašić, srbský a potom jugoslávský premiér. Strana však v politické oblasti držela pozice striktně centralistické  a jakoukoliv diskuzi o tom, kdo jiný kromě Srbska by měl vytvářet podobu státu, odmítali.